# Грэм, Брюс
Брюс Джон Грэм (1 декабря 1925, Ла-Кумбре — 6 марта 2010, Хоб-Саунд) — колумбийско-американский архитектор. Среди его самых знаменитых зданий: здания Sears Tower, Inland Steel Building и John Hancock Center.

## Жизнь и карьера
Родился 1 декабря 1925 года в Ла-Кумбре, Колумбия, в семье отца-банкира канадского происхождения и матери-перуанки. Его родным языком был испанский.
Он учился в колледже в Пуэрто-Рико и окончил его в 1944 году. Затем учился в Университете Дейтона и в Кейсовской школе инженерии. В 1948 году он окончил Пенсильванский университет по специальности "Архитектура". Когда он впервые приехал в Чикаго, он работал в Holabird & Root, затем присоединился к чикагскому офису Skidmore, Owings and Merrill - крупнейшей архитектурной фирме в Соединенных Штатах в 1951 году.
За время своей 40-летней работы в SOM Брюс Грэм проектировал известные здания по всему миру: в родном Чикаго, Гватемале, Гонконге, Лондоне, Каире и во многих других городах.
Он был чрезвычайно увлечён Пенсильванским университетом, особенно Школой изящных искусств. Он считал, что учителя архитектуры должны активно заниматься практикой. Он также преподавал в архитектурной студии в Гарварде. Брюс был известным коллекционером произведений искусства, приглашал художников создавать публичные произведения искусства для города Чикаго. Он утверждал, что для создания великого произведения архитектор должен знать философию, историю, музыку и литературу.
Он верил, что архитектура, как танец и музыка, представляет собой сочетание структуры и красоты. Он считал, что эти формы искусства представляют собой высшие достижения культуры. Как и другие формы искусства, Грэм считал, что архитектура является результатом и отражением нравственности культуры, в которой она была построена.
Брюс оказал большое влияние на архитектуру Лондона, где он отвечал за разработку генеральных планов крупных объектов. Он также спроектировал девять зданий в Лондоне.
Он говорил: "Мы проектируем наши здания для жителей и для тех, кто видит их с улицы. Мы стараемся проектировать здания, которые являются частью Лондона, не в подражание стилям эпохи, а изобретая что-то новое".

## Смерть и наследие
Брюс Грэм умер 6 марта 2010 года в возрасте 84 лет в Хоуб-Саунде, Флорида, от осложнений болезни Альцгеймера. Он был похоронен на Грейслендском кладбище рядом с Фазлур Ханом.
14 октября 2010 года в Чикаго рядом с Центром Джона Хэнкока – одного из самых знаковых его сооружений – была названа улица в его честь - Bruce J. Graham Way. Она проходит между Мичиган-авеню и улицей Мис ван дер Роэ, названной в честь знаменитого архитектора Людвига Мис ван дер Роэ.

## Проекты
- 1958 — Inland Steel Building, Чикаго, Иллинойс, США
- 1970 — Джон Хэнкок Центр, Чикаго, Иллинойс, США
- 1973 — Sears Tower (переименован в Willis Tower) Чикаго, США
- 1974 — Первая Висконсин Плаза[англ.], Милуоки, штат Висконсин, США
- 1982 — Броадгейт[англ.], Лондон, Англия
- 1988 — Канэри-Уорф, Лондон, Англия
- 1992 — Hotel Arts, Барселона, Испания